# کانی‌نما

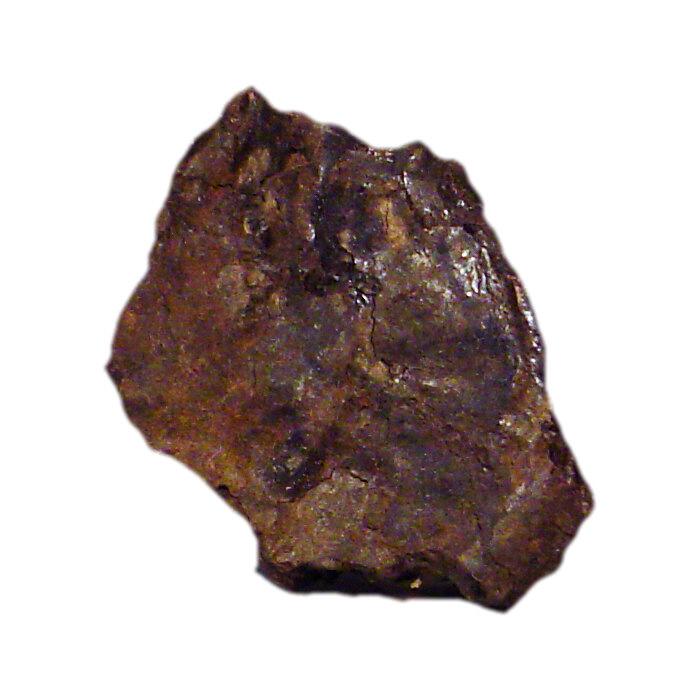
ماده معدنی آسفالتوم، نمونه یک کانی‌نما

کانی‌نما، شبه‌کانی یا مینرالوئید (Mineraloid) یک مادهٔ طبیعی مشابه مواد معدنی است که ویژگی‌های بلورینگی را نشان نمی‌دهد. مینرالوئیدها دارای ترکیبات شیمیایی هستند که فراتر از محدوده‌های پذیرفته‌شدهٔ عمومی برای کانی‌های خاص متفاوت است. به‌عنوان مثال، ابسیدین یک شیشه جامد آمورف است و نه یک کریستال. شبق از چوب پوسیده تحت فشار شدید به‌دست می‌آید. اپال، نیز به‌دلیل ماهیت غیرکریستالی آن، یک کانی‌نما است. مروارید هم یک مینرالوئید در نظر گرفته می‌شود زیرا بلورهای کلسیت و/یا آراگونیت با یک مادهٔ آلی به هم متصل شده‌اند و نسبت دقیق و مشخصی از ترکیبات آن، وجود ندارد.

## مثال‌ها
- آلوفان، جامد
- کهربا، ساختار غیر کریستالی، آلی
- آنتراسیت یا زغال‌سنگ سخت
- زغال بیتومینه
- کلروفایت[۱]
- کریزوکل، جامد (نام معدنی معتبر IMA/CNMNC)
- دیویلیت، مخلوطی از سرپانتین و تالک یا استیونسیت[۲]
- دیاتومیت
- ابونیت،[نیازمند منبع] لاستیک طبیعی یا مصنوعی ولکانیزه که فاقد ساختار کریستالی است.
- سنگ آذرخشی، انواعی از مینرالوئید لشاتلیریت
- شبق، طبیعت غیرکریستالی، آلی (زغال سنگ بسیار فشرده)
- لشاتلیریت، شیشه سیلیسی تقریباً خالص، جامد (نام معدنی معتبر IMA/CNMNC)
- لئوناردیت
- شیشه صحرای لیبی
- زغال قهوه‌ای یا زغال‌سنگ
- لیمونیت، مخلوطی از اکسیدها و هیدروکسیدهای آهن است.
- مولداویت
- موکایت/رادیولاریت
- آبسیدین، شیشه آتش‌فشانی – ساختار غیرکریستالی، شیشه‌ای غنی از سیلیس
- اپال، سیلیس هیدراتهٔ غیرکریستالی، جامد (نام معدنی معتبر IMA/CNMNC)
- اوزوکریت، یک مخلوط هیدروکربنی مومی سیاه‌رنگ
- پالاگونیت[۱]
- مروارید، کربنات ارگانیک
- نفت، مایع، آلی
- پسیلوملان
- سنگ پا
- پیروبیتومن، نفت فسیل شده آمورف (غیرکریستالی، آلی)
- شونگیت، سیاه، براق، بیش از ۹۸ درصد وزن کربن
- سیدروملان،[۱] شیشهٔ غیربلوری، یک شیشهٔ غنی از آهن و اندکی سیلیس
- تکتیت، شیشه غنی از سیلیس شهاب‌سنگی
- آب، مثلاً به‌عنوان جزئی از کریستال‌های دیگر، مایع
- Zietrisikite، یک موم هیدروکربنی معدنی